# Косоногов, Александр Петрович
Александр Петрович Косоногов (26 февраля 1926 — 1 июня 2011, Воронеж) — советский хозяйственный, государственный и политический деятель.

## Биография
Родился в 1926 году. Член КПСС.
Участник Великой Отечественной войны. С 1946 года — на хозяйственной, общественной и политической работе. В 1946—2004 годах — мастер, инженер, начальник цеха, секретарь парткома, директор Воронежского тепловозоремонтного завода им. Дзержинского, заместитель председателя комитета по труду и социальным вопросам Воронежского облисполкома, первый заместитель Председателя Совета ветеранов Воронежской области. Избирался депутатом Верховного Совета РСФСР VIII созыва.
Умер в 2011 году в Воронеже. Похоронен на Коминтерновском кладбище.